# Lais de Corinto

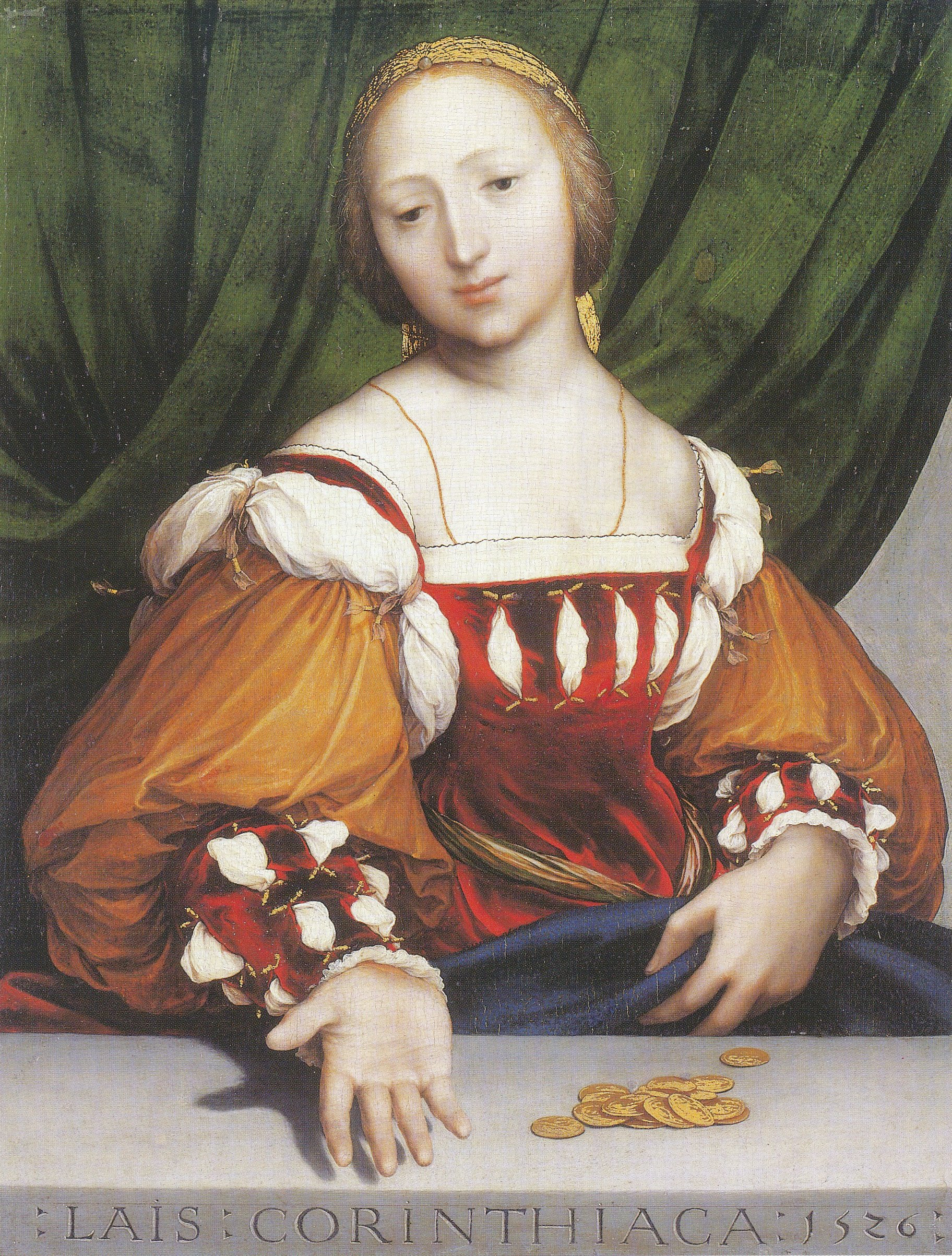
Lais de Corinto por Hans Holbein el Joven. Museo de Arte de Basilea.

Lais de Corinto (en griego antiguo: Λαίς, romanizado: Laís) fue una célebre hetera de la Antigua Grecia, quien nació probablemente en Corinto. Otra hetera, más joven, con el mismo nombre fue Lais de Hícara. Dado que los autores antiguos en sus relatos (normalmente no de primera mano) a menudo las confunden o no indican a cuál de las dos se refieren, ambas están inextricablemente unidas.

## Biografía
Originaria de Corinto, se hizo famosa por su belleza y su codicia: cobraba un alto precio por sus favores, lo que se hizo proverbial en la Grecia de la época. Según algunas anécdotas, Demóstenes ofreció 1000 dracmas por una noche con ella, y ella exigió diez veces más, pero se ofreció libremente a Diógenes de Sínope.
Cuando conoció al  campeón olímpico Eubotas de Cirene, se enamoró de él. Se dice que él prometió casarse con ella, pero al no querer distraerse mientras se preparaba para las Olimpiadas, no lo hizo. Tras su victoria en 408 a. C., se contentó con llevarse a su ciudad de Cirene un retrato de la hetera. Vivió durante la época de la guerra del Peloponeso. Entre sus numerosos amantes estuvo el filósofo Aristipo (dos de sus obras trataban sobre Lais).
La Antología griega trata uno de los epigramas del pseudo-Platón: habla en su propio nombre, de su risa, de la multitud de amantes a su puerta e incluye una dedicatoria a Afrodita, a quien dedica su espejo.
Existió otra Lais que vivió en Corinto en el siglo IV a. C. y fue amante de Apeles y Demóstenes. 
A edad avanzada cayó en el alcoholismo y murió en Corinto.